# Panchir
Pour les articles homonymes, voir Panchir (homonymie).
Le Panchir, parfois orthographié Pandjchir - ou également, selon des graphies anglaises : Panshir ou Panjshir (en persan پنجشیر, translittération à la française : Pandjchir, « Cinq Lions », en référence à cinq walis qui habitèrent la vallée), est l'une des 34 provinces de l'Afghanistan. Située dans l'est du pays, sa capitale est Bazarak. Le Panchir compte une population d'environ 110 000 habitants. Il a été créé à partir de la province du Parwân le 13 avril 2004.
La vallée du Panchir, de même que le col et le tunnel de Salang, est une voie d'accès vers le nord de l'Afghanistan. Cette région fut le théâtre de nombreuses offensives soviétiques lors de la guerre d'Afghanistan, puis des talibans, mais a toujours été défendue avec succès par Ahmed Chah Massoud.
Les habitants du Panchir sont majoritairement d'ethnie tadjike et Hazaras. La première parle le tadjik  la seconde le persan afghan ou dari. La province compte également quelques Pachtounes, des Nouristani et des Pashai.

## Histoire
Après la prise de Kaboul par les talibans le 15 août 2021, les troupes demeurées fidèles au régime déchu constituent à partir de la vallée la seule opposition à l'Émirat islamique, la résistance du Panchir.

## Administration
| Nom                        | Début           | Fin             |
| -------------------------- | --------------- | --------------- |
| Hadjji Bahloul             | 2005            | 21 avril 2010   |
| Keramuddin Keram (en)      | 21 avril 2010   | 2 novembre 2013 |
| Abdoul Rahman Kabiri       | 2 novembre 2013 | 5 juin 2015     |
| Muhammad Arif Sarwari (en) | 6 juin 2015     | 16 mars 2017    |
| Kamal Nizami               | 17 mars 2017    | 22 février 2020 |
| Mohammad Amin Sediqi       | 26 août 2020    | 2021            |

## Districts

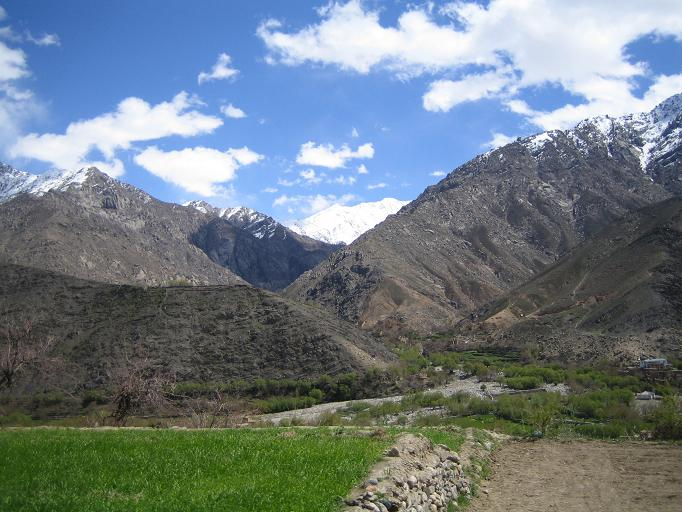
Paysage de la vallée du Panchir en mai 2006.

| District | Population | Remarques    |
| -------- | ---------- | ------------ |
| Anaba    | 12 587     | Créé en 2005 |
| Bazarak  | 15 587     | Créé en 2005 |
| Darah    | 20 360     | Créé en 2005 |
| Khenj    | 26 722     | Créé en 2005 |
| Paryan   | 12 525     | Créé en 2005 |
| Rokha    | 10 102     | Créé en 2005 |
| Shotul   | 11 300     | Créé en 2005 |

## Économie
Un gisement d'émeraude d'un grand potentiel décrit dans les écrits de Pline l'Ancien est localisé dans cette région.